# Rissoella flemingi
Rissoella flemingi is een slakkensoort uit de familie van de Rissoellidae. De wetenschappelijke naam van de soort is voor het eerst geldig gepubliceerd in 1968 door Ponder.